# Parafia Zaśnięcia Najświętszej Maryi Panny w Ługach
Parafia Zaśnięcia Przenajświętszej Bogurodzicy – parafia prawosławna w Ługach, w dekanacie Szczecin diecezji wrocławsko-szczecińskiej.
Na terenie parafii funkcjonuje 1 cerkiew:
- cerkiew Zaśnięcia Przenajświętszej Bogurodzicy w Ługach – parafialna

## Historia
Parafia powstała w 1952. Od początku użytkuje poewangelicki kościół, zaadaptowany do potrzeb liturgii prawosławnej. W 2013 r. w powiecie strzelecko-drezdeneckim mieszkało ponad 70 rodzin prawosławnych, należących do 2 parafii: w Ługach i w Brzozie.

## Wykaz proboszczów
- 1952–1958 – ks. Mikołaj Poleszczuk
- 1958 – ks. Chryzont Jaworski
- 1958–2000 – ks. Włodzimierz Kochan
- od 2000 – ks. Artur Graban